# St. Johannes der Täufer (Wirmsthal)

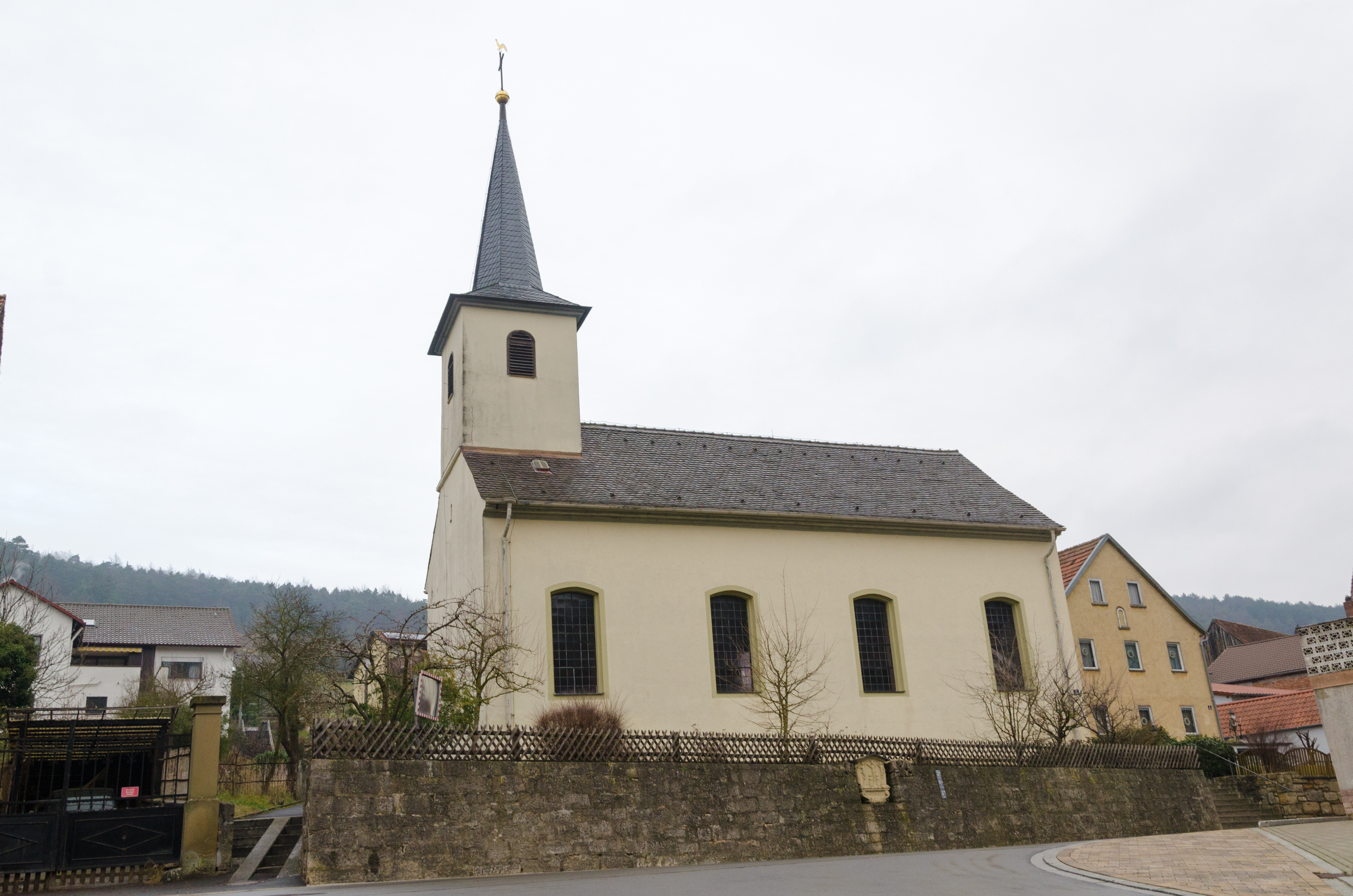
Die St.-Johannes-der-Täufer-Kirche von Wirmsthal.

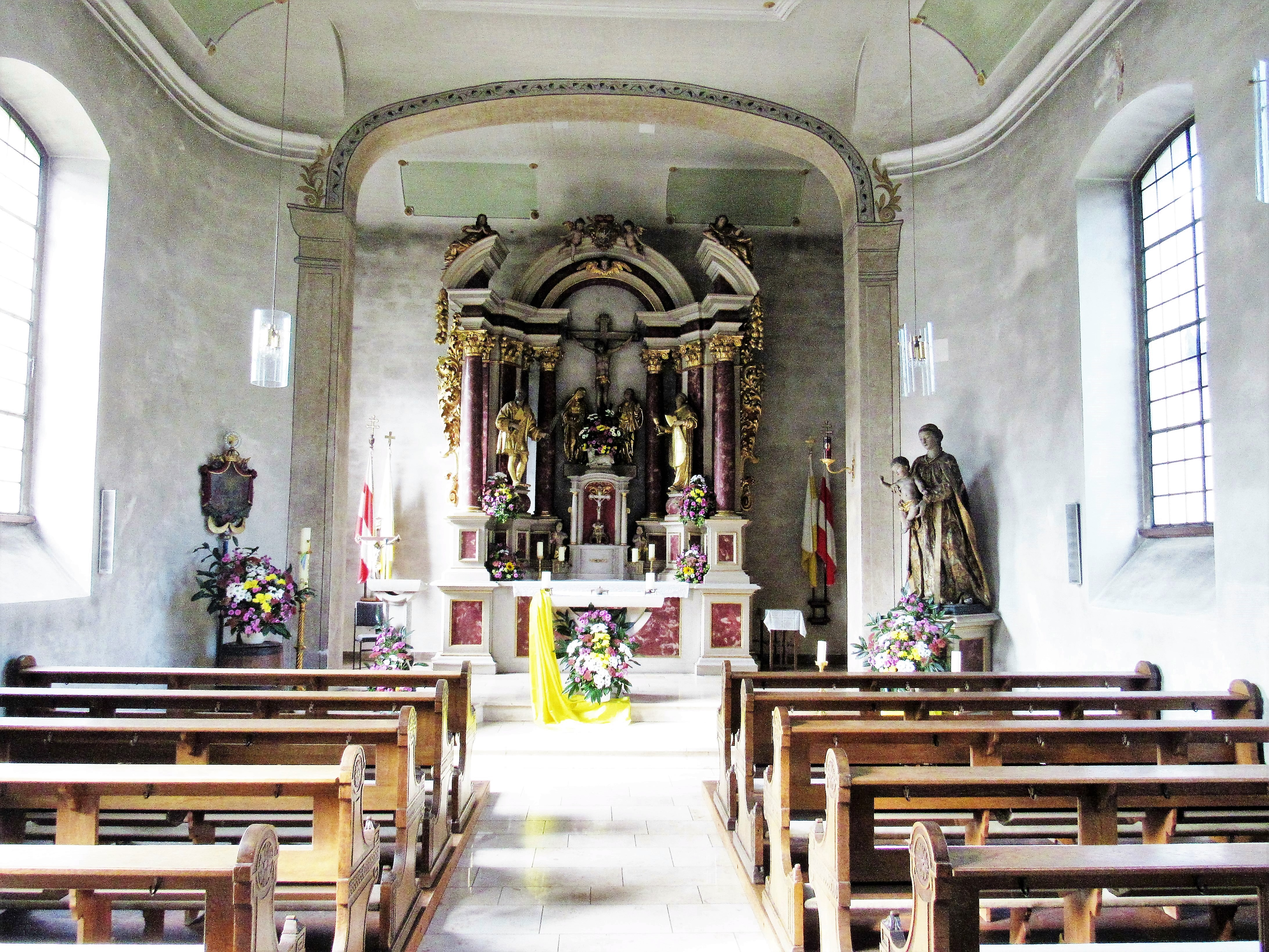
Innenraum der Kirche

Die römisch-katholische Kirche St. Johannes der Täufer befindet sich in Wirmsthal, einem Ortsteil des unterfränkischen Marktes Euerdorf im bayerischen Landkreis Bad Kissingen. Sie ist – ebenso wie die St.-Johannes-der-Täufer-Kirche in Euerdorf, deren Filialkirche sie ist, – dem hl. Johannes dem Täufer geweiht.
Die Kirche gehört zu den Baudenkmälern von Euerdorf und ist unter der Nummer D-6-72-122-30 in der Bayerischen Denkmalliste registriert.

## Geschichte
Die Entstehungszeit der ersten Kirche von Wirmsthal ist unbekannt, doch stammt ihre erste bekannte Erwähnung aus dem „Register über das Gefäll und das Einkommen“ vom 5. April 1614.
Die heutige Wirmsthaler St. Johannes der Täufer-Kirche wurde im Jahr 1823 erbaut. Im Lauf des 19. Jahrhunderts wurden die Figuren der englischen Heiligen Thomas Morus und John Fischer errichtet. Der mit einem Wappen des Würzburger Bischofs Johann Philipp von Greiffenclau zu Vollraths versehene Altar kam Anfang des 19. Jahrhunderts aus dem Würzburger Kloster Unterzell nach Wirmsthal und ist seit einer Kirchenrenovierung (1971–1973) der einzige Altar des Gotteshauses.
Die drei Stahlglocken wurden im Jahr 1918 von der Glockengießerei J. F. Weule in Bockenem hergestellt. Die Schlagtöne sind Schätzwerte anhand von Tabellen.
| Nr. | Schlagton | Durchm. | Höhe  |
| --- | --------- | ------- | ----- |
| 1   | c’’       | 91 cm   | 84 cm |
| 2   | f’’       | 64 cm   | 64 cm |
| 3   | a’’       | 50 cm   | 48 cm |

Im Jahr 2002 wurden ein Altar und ein Ambo von Dr. Jürgen Lenssen entworfen und vom Euerdorfer Steinmetz Thorsten Lauer aus Altmühltaler Jura-Marmor gefertigt. Der Altar enthält die Reliquien der Märtyrerinnen Faustina und Edith Stein. Die Weihe von Altar und Ambo erfolgte am 15. September 2002 durch Bischof Paul-Werner Scheele.